# Antonin-Dalmace Sertillanges
Antonin-Dalmace Sertillanges (Clarmont d'Alvèrnia, 16 de novembre de 1863 - † Sallanches, 26 de juliol de 1948) fou un religiós dominic, filòsof i teòleg francès, considerat un dels màxims exponents del neotomisme durant la primera meitat del segle xx.

## Biografia
El 1883 ingressà a l'Orde de Predicadors, i canvià el seu nom pel d'Antonin-Gilbert. Responsable de la redacció de la Revue thomiste, el 1900 fou nomenat professor d'ètica a l'Institut Catòlic de París, on romangué fins al 1922. La publicació del seu extens assaig sobre Sant Tomàs d'Aquino el 1910 feu que fos conegut tant al seu país com a l'estranger. El 1918 fou escollit membre de l'Académie des Sciences Morales et Politiques de França. Després d'una llarga estada a Jerusalem (1923) es traslladà al convent de Le Saulchoir per ensenyar-hi ètica social, esdevenint progressivament un dels principals representants francesos del neotomisme, juntament amb Jacques Maritain i Étienne Gilson. Tornat a París el 1940, va morir d'un atac cardíac mentre impartia una conferència en un monestir de l'Alta Savoia el 1948.

## Obra i pensament
Segons Sertillanges, tota activitat humana i tot coneixement troba la seva raó d'ésser en el Cristianisme. A Le Christianisme et les philosophies, en dos volums, 1939 i 1941, descriu aspectes importants del seu pensament sobre les relacions entre el Cristianisme i la filosofia. Després de l'aparició dels Evangelis no pot haver-hi filosofia que prescindeixi de les seves ensenyances. Sertillanges afirma: «Sense el Cristianisme no hi hauria cap filosofia acceptable... Totes les que han aparegut després de l'Evangeli, fins i tot quan resulten útils si es fonen amb ell, no haurien pogut, per si mateixes, ser d'utilitat per a la nostra civilització».
Sertillanges fou també gran coneixedor i admirador de Sant Tomàs d'Aquino, a qui s'apropà quan als anys noranta del segle xix fou responsable de la redacció de la Revue thomiste. La biografia del sant, editada el 1910, és un treball indispensable per a qualsevol que volgués aprofundir en la vida i obra de Sant Tomàs d'Aquino. Tornà a tractar sobre ell a La philosophie morale de Saint Thomas d'Aquin (1916) i a Les grandes thèses de la philosophie thomiste (1928). Aprecia en el sant dominic la seva gran intel·ligència recolzada en una fe forta i en tens vigor espiritual. De la mateixa manera, aconsegueix captar la modernitat del missatge contingut en la metafísica de l'ésser de Tomàs d'Aquino i la profunda autonomia d'Aristòtil, que l'Aquinate considera com el seu propi mestre espiritual.
Sertillanges és també conegut pels seus estudis sobre Blaise Pascal i Henri Bergson (Henri Bergson et le Catholicisme, 1941), amb qui gaudia d'una gran amistat. Alguns dels seus assaigs teològics de caràcter divulgatiu gaudeixen encara d'una àmplia difusió, com Cathécisme des incroyants (1930), Dieu ou rien (1933) o els d'inspiració moral, com La vie catholique (1921) i Recueillement (1935). El teòleg també s'ocupà d'afers relacionats amb l'art, com la guia de viatges Un pèlerinage artistique à Florence (1895) i Art et apologétique (1909).

## Reedicions
Per Sr Pascale-Dominique Nau, OP
- L'Art et la morale, Roma, 2017.
- La vie catholique I & II, Roma, 2017.
- L'Église I & II, Roma, 2017.
- L'amour chrétien, Roma, 2017.